# Trupanea durvillei
Trupanea durvillei är en tvåvingeart som först beskrevs av Macquart 1843.  Trupanea durvillei ingår i släktet Trupanea och familjen borrflugor. Inga underarter finns listade i Catalogue of Life.